# Jumeaux (film, 1988)
Pour les articles homonymes, voir Jumeau (homonymie) et Twins.
Pour plus de détails, voir Fiche technique et Distribution.
Jumeaux (Twins) est un film américain réalisé par Ivan Reitman et sorti en 1988.
Cette première comédie d'Arnold Schwarzenegger connait un important succès commercial à sa sortie.

## Synopsis
Deux frères jumeaux complètement différents aussi bien du point de vue physique que moral, issus d'une expérience génétique, se retrouvent à l'âge adulte et deviennent inséparables. Julius est l'homme parfait tandis que Vincent est le reste de l'expérience. Ils n'ont jamais connu leur mère Mary Ann Benedict et n'avaient jamais entendu parler l'un de l'autre. Ils ont chacun grandi tous deux dans des environnements bien différents. Si Julius a été élevé dans le Pacifique sud par le professeur Werner, Vincent a été élevé par des nonnes dans un orphelinat de Los Angeles. Alors que Julius vient d'avoir 35 ans, le Pr Werner lui révèle l'existence de Vincent. Il se rend donc dans la « cité des Anges » pour le rencontrer.

## Fiche technique
Sauf indication contraire, les informations mentionnées dans cette section peuvent être confirmées par la base de données cinématographiques IMDb,  présente dans la section « Liens externes ».
- Titre français : Jumeaux
- Titre original : Twins
- Titre provisoire : The Experiment
- Réalisation : Ivan Reitman
- Scénario : William Davies, William Osborne, Timothy Harris et Herschel Weingrod
- Musique : Georges Delerue et Randy Edelman
- Costumes : Gloria Gresham
- Photographie : Andrzej Bartkowiak
- Montage : Donn Cambern et Sheldon Kahn
- Production : Ivan Reitman
- Société de production : Universal Pictures
- Distribution : Universal Pictures (États-Unis), United International Pictures (France)
- Pays de production :  États-Unis
- Format : Couleurs (Deluxe) - 1,85:1 - son Dolby numérique - 35 mm
- Genre : comédie
- Durée : 105 minutes
- Dates de sortie : 
  - États-Unis : 8 décembre 1988 (avant-première à Los Angeles)
  - États-Unis : 9 décembre 1988
  - France : 22 mars 1989

## Distribution
Sauf indication contraire, les informations mentionnées dans cette section peuvent être confirmées par la base de données cinématographiques IMDb,  présente dans la section « Liens externes ».
- Arnold Schwarzenegger (VF : Patrick Floersheim) : Julius Benedict
- Danny DeVito (VF : Daniel Russo) : Vincent Benedict
- Kelly Preston (VF : Kelvine Dumour) : Marnie Mason
- Chloe Webb (VF : Marie Vincent) : Linda Mason
- Bonnie Bartlett (VF : Monique Mélinand) : Mary Ann Benedict
  - Heather Graham : Mary Ann Benedict, jeune (non créditée)
- Trey Wilson (VF : Michel Fortin) : Beetroot McKinley
- Marshall Bell (VF : Serge Sauvion) : Webster
- Lance Reddick (VF : Lucien Jean-Baptiste) : Lew Sargent
- David Caruso (VF : Michel Paulin) : Al Greco
- Hugh O'Brian (VF : Daniel Sarky) : Granger
- Nehemiah Persoff (VF : Jean-Pierre Delage) : Dr Mitchell Traven
- Maury Chaykin (VF : Michel Vocoret) : Burt Klane
- Tom McCleister (en) (VF : Régis Ivanov) : Bob Klane
- David Efron (VF : Lionel Henry) : Morris Klane
- Tony Jay (VF : René Bériard) : Pr Werner
- Peter Dvorský (VF : Lionel Henry) : Peter Garfield
- Sven-Ole Thorsen : Sam Klane
- Gus Rethswish : Dave Klane
- Tom Platz : le fils de Granger no 1
- Richard Portnow : Tony
- Jason Reitman (VF : Odile Schmitt) : le petit-fils de Granger
- Catherine Reitman : la petite-fille de Granger
- Frank Davis : le garde de la sécurité
- John Michael Bolger : le garde de la sécurité
- Jeff Beck : le guitariste
- Terry Bozzio : le batteur
- Nicolette Larson : la chanteuse
- Steve Reevis : l'Indien
- Cary-Hiroyuki Tagawa : le coach d'arts martiaux

## Production

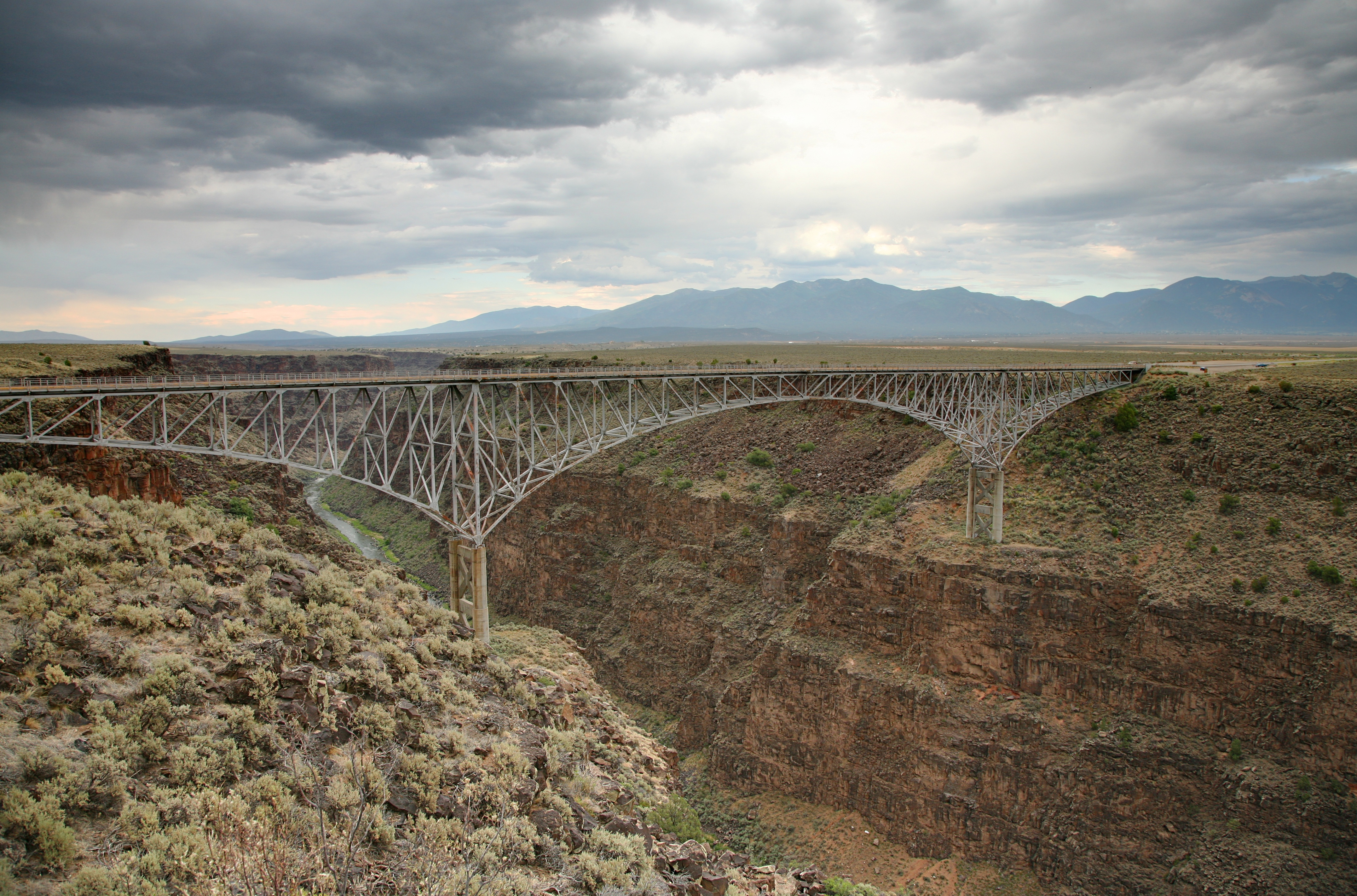
Le film a été en partie tourné sur le Rio Grande Gorge Bridge près de Taos.

Il s'agit du premier film comique d'Arnold Schwarzenegger. Il collabore ici avec Danny DeVito. Ils devaient initialement faire Suburban Commando. Ils ont préféré faire Jumeaux et le script de Suburban Commando sera remanié pour Hulk Hogan.
Le tournage a lieu en Californie (Los Angeles, Warner Bros. Studios, Pasadena, Santa Monica, Rancho Palos Verdes), Texas (Houston), Nouveau-Mexique (Los Alamos, Santa Fe, Taos).

## Accueil
Jumeaux est le plus grand succès commercial d'Arnold Schwarzenegger dans les années 1980 avec 216 614 388 dollars de recettes mondiales et également le premier film de l'acteur à dépasser les 100 millions de dollars sur le territoire américain. En France, il totalise 2 173 966 entrées.
En raison du faible budget et pour réduire les coûts, les acteurs Arnold Schwarzenegger et Danny DeVito et le réalisateur Ivan Reitman ont renoncé à leur salaire en échange d'un pourcentage sur les recettes. Cela s'avère très rentable pour eux. Arnold Schwarzenegger aurait négocié 20%, ce qui lui aurait alors rapporté plus de 40 000 000 $, de loin le plus gros cachet de sa carrière. Par ailleurs, c'est après ce film que l'acteur fera davantage de comédies. Il retrouvera ainsi Danny DeVito et Ivan Reitman pour Junior (1994).

## Projet de suite
Un projet de suite est évoqué depuis des années. Arnold Schwarzenegger a avoué être partant pour cette idée. Intitulé Triplets, un troisième frère incarné par Eddie Murphy devait être au centré de l'intrigue. Alors que plusieurs idées de scénario sont évoquées au début des années 2000, Arnold Schwarzenegger est trop occupé par son envie d'être gouverneur de Californie. En 2012, alors qu'il achève son second mandat, le projet Triplets est officiellement relancé. En avril 2019, Danny DeVito annonce que le script est toujours en développement. Peu après, la rumeur d'un remake avec Jason Momoa et Peter Dinklage est évoquée.
En septembre 2021, il est annoncé que le tournage débutera en janvier 2022 avec Ivan Reitman à la réalisation. Tracy Morgan remplacera Eddie Murphy dans le rôle du troisième frère.
En mars 2022, Arnold Schwarzenegger annonce que Triplets est entre parenthèses à la suite de la disparition du réalisateur Ivan Reitman. Il précise que le tournage doit débuter en octobre de la même année,.
En mai 2023, Arnold Schwarzenegger annonce au Hollywood Reporter que Triplets a été annulé par Jason Reitman,.

## Commentaires
Le slogan français du film est : « Seule leur mère peut les différencier ».
Le film contient des références au film Terminator (1984) avec Arnold Schwarzenegger. Julius prononce ici la célèbre réplique « I'll be back ». De plus, Vincent et Julius portent des lunettes de soleil similaires à celles du T-800 dans Terminator.

### Les 2 règles des situations de crises
- On négocie d'abord, et ensuite on attaque.
- Quand on bluff, il faut se préparer à aller jusqu'au bout.